# Neoregelia johannis
Neoregelia johannis là một loài thực vật có hoa trong họ Dứa. Loài này được (Carrière) L.B.Sm. mô tả khoa học đầu tiên năm 1955.

## Hình ảnh

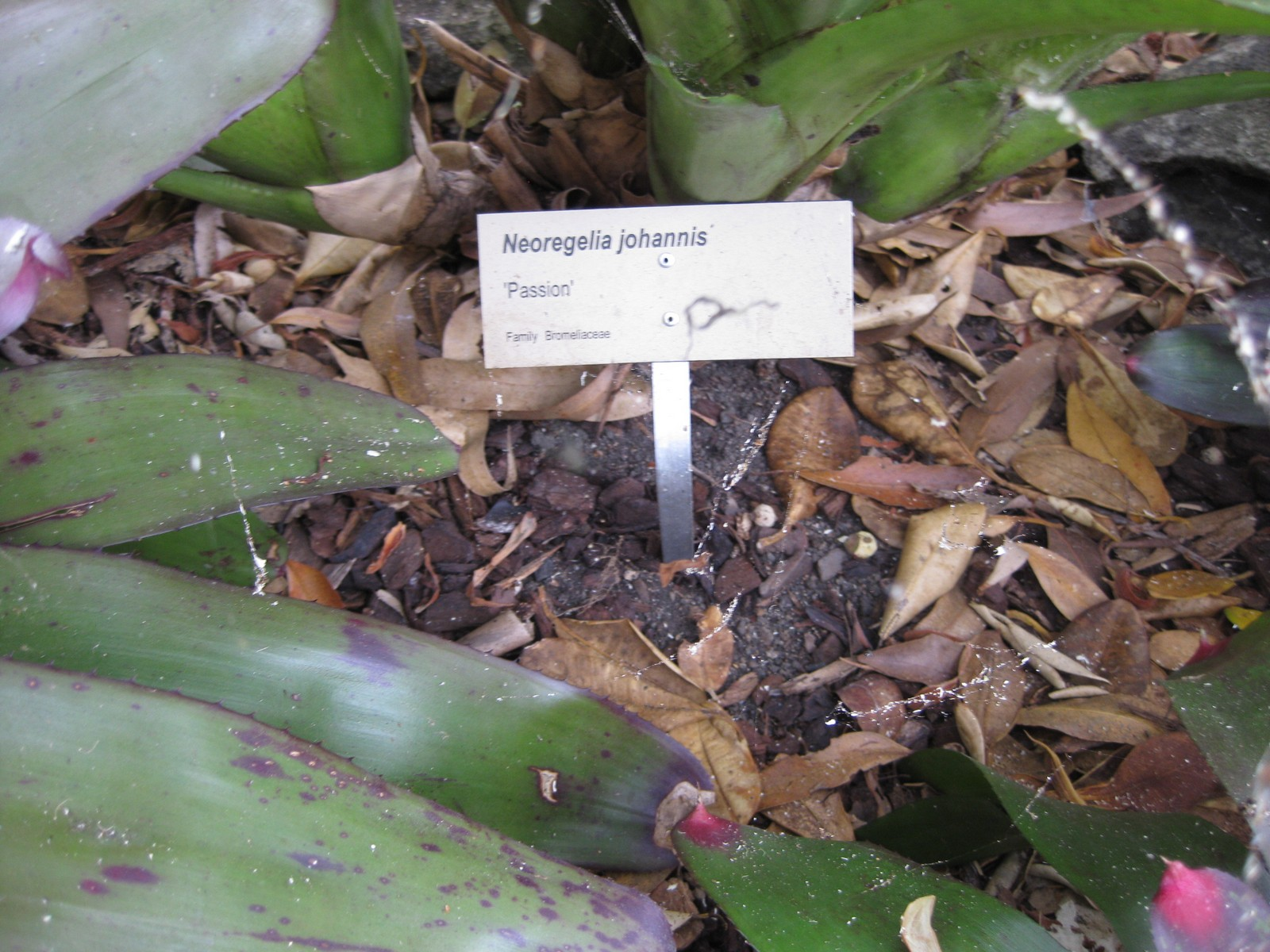